# Honigsee
Honigsee là một đô thị thuộc huyện Plön, trong bang Schleswig-Holstein, nước Đức. Đô thị Honigsee có diện tích 11,27 km², dân số thời điểm 31 tháng 12 năm 2006 là 453 người.